# Alex (football, 1979)
Pour les articles homonymes, voir Alex.
Domingos Alexandre Martins Costa, plus communément appelé Alex, est un footballeur portugais né le 6 septembre 1979 à Guimarães. Il évolue au poste d'arrière droit.

## Biographie

### En club
Formé au Vitória Guimarães, il commence sa carrière dans le club de l'AD Fafe en 1998. En 2001, il est transféré au Moreirense FC, club avec lequel il vit une montée en première division portugaise à la fin de la saison,,.
Après son transfert au Benfica Lisbonne en 2003, il est prêté lors de la saison 2004-2005 au Vitória Guimarães,,.
Vendu au VfL Wolfsburg en 2005, il ne s'impose pas vraiment en Allemagne, jouant peu de matches en quatre saisons,,.
Il revient en 2009 au Vitória Guimarães, club avec lequel il va finir sa carrière. Il est sur le banc lors de la finale de la Coupe du Portugal en 2013, remportée par le club contre le Benfica Lisbonne,,.

### En équipe nationale
International portugais, il reçoit trois sélections en équipe du Portugal en 2005.
Ses deux premiers matchs ont lieu dans le cadre des qualifications pour la Coupe du monde 2006. Le 4 juin, il joue contre la Slovaquie (victoire 2-0 à Lisbonne). Le 8 juin, le Portugal remporte un match 1-0 à Tallinn contre l'Estonie.
Son dernier match est disputé en amical contre l'Égypte (victoire 2-0 à Ponta Delgada).

## Entraîneur
Il entraîne l'équipe B du Vitória Guimarães durant la saison 2018-2019.

## Palmarès
Avec le Benfica Lisbonne :
- Vainqueur de la Coupe du Portugal en 2004.
- Vainqueur de la Supercoupe du Portugal en 2005.

Avec le Moreirense FC :
- Vainqueur de la deuxième division portugaise en 2002

Avec le Vitória Guimarães :
- Vainqueur de la Coupe du Portugal en 2013.
- Finaliste de la Coupe du Portugal en 2011.